# Partido Liberal Democrático (Serbia)
El Partido Liberal Democrático (en serbio: Либерално демократска партија, ЛДП/Liberalno demokratska partija, PLD ) es un partido político liberal y proeuropeo en Serbia .

## Historia
El Partido Liberal Democrático fue fundado el 5 de noviembre de 2005 por exmiembros del Partido Demócrata, encabezados por Čedomir Jovanović, que fueron expulsados en una purga del partido en 2004. Jovanović se había vuelto crítico con la nueva dirección del Partido Demócrata y su presidente recién elegido, Boris Tadić. Figuras relevantes del activismo prodemocrático y antinacionalista, como Latinka Perović, se incorporaron a su consejo político. El PLD obtuvo su primer escaño en el parlamento después de que Đorđe Đukić desertó del Partido Demócrata. Los miembros de la junta de la fundación fueron: Nenad Prokić, Nikola Samardžić, Branislav Lečić y Đorđe Đukić.
El PLD tiene una relación de larga data con la Unión Socialdemócrata y la Liga de Socialdemócratas de Vojvodina.
El PLD es uno de los pocos partidos políticos en Serbia que apoya activamente la membresía de Serbia en la OTAN y la independencia de Kosovo. El PLD también apoya firmemente los derechos LGBT en Serbia .

## Presidentes del Partido Liberal Democrático
| # | Presidente        | Presidente | Nacimiento | Inicio del término     | Término final |
| - | ----------------- | ---------- | ---------- | ---------------------- | ------------- |
| 1 | Čedomir Jovanović |            | 1971–      | 5 de noviembre de 2005 | Titular       |

## Desempeño electoral
La primera actuación electoral del PLD fue durante las elecciones parlamentarias de 2007, el PLD se presentó en coalición junto con la Alianza Cívica de Serbia, la Unión Socialdemócrata y la Liga de Socialdemócratas de Voivodina, que colectivamente recibieron el 5,31% del voto popular. La Alianza Cívica se fusionaría más tarde con el PLD el mismo año.
La siguiente elección siguió un año después, con el PLD recibiendo solo el 5,24% del voto popular, su peor desempeño hasta la fecha.
El Partido Liberal Democrático compitió en las elecciones parlamentarias de 2012 como parte de la coalición U-Turn. La coalición recibió el 6,53% del voto popular. 
En las elecciones parlamentarias serbias de 2014, el PLD participó en la coalición con la Unión Socialdemócrata y la Unión Democrática Bosniak de Sandžak . Sin embargo, la coalición no obtuvo ningún escaño en la Asamblea Nacional ya que solo obtuvo el 3,36% del voto popular.
En las elecciones parlamentarias serbias de 2016, el PLD participó en la coalición con el Partido Socialdemócrata y la Liga de Socialdemócratas de Vojvodina. La coalición recibió el 5,02% del voto popular y obtuvo 13 escaños en la Asamblea Nacional y el PLD recibió 4 escaños.
En las elecciones parlamentarias serbias de 2020, el PLD lideró una coalición denominada "Coalición por la Paz" junto con el Partido Popular Vlach y otras pequeñas organizaciones políticas bosnias, romaníes, rumanas y montenegrinas . Sin embargo, la coalición tuvo el peor resultado en la historia del PLD y no logró pasar el umbral electoral del 3%.

### Elecciones parlamentarias
| Año  | Voto popular | %     | Escaños | +/- | Estado      |
| ---- | ------------ | ----- | ------- | --- | ----------- |
| 2007 | 214,262      | 5,31% | 6/250   | 6   | Oposición   |
| 2008 | 216,902      | 5,24% | 11/250  | 5   | Oposición   |
| 2012 | 255,546      | 6,53% | 12/250  | 1   | Oposición   |
| 2014 | 120.879      | 3,36% | 0/250   | 12  | Sin escaños |
| 2016 | 189,564      | 5,02% | 4/250   | 4   | Oposición   |
| 2020 | 10.158       | 0,32% | 0/250   | 4   | Sin escaños |

### Elecciones presidenciales
| Año de elección | #        | Candidato         | Votación de la 1.ª ronda | % de voto | 2.ª ronda de votaciones | % de voto | Notas            |
| --------------- | -------- | ----------------- | ------------------------ | --------- | ----------------------- | --------- | ---------------- |
| 2008            | - quinto | Čedomir Jovanović | 219,689                  | 5,34%     | -                       | -         |                  |
| 2012            | Sexto    | Čedomir Jovanović | 196,668                  | 5,03%     | -                       | -         | Coalición U-Turn |